# Solza (Tier)
Solza ist eine ausgestorbene Tiergattung des Ediacariums unsicherer Zuordnung, die vor zirka 555 Millionen Jahren lebte.

## Etymologie
Der Gattungsname Solza bezieht sich auf den Fluss Solsa, einen Zufluss des Dwinabusens (Weißes Meer) auf der Onega-Halbinsel im Norden Russlands. Die Artbezeichnung margarita stammt vom Altgriechischen μαργαριτηζ  (margarites) mit der Bedeutung Perle.

## Erstbeschreibung
Solza margarita wurde erstmals im Jahr 2004 von Andrei Jurjewitsch Iwanzow wissenschaftlich beschrieben.

## Vorkommen
Der Holotyp von Solza stammt vom gleichnamigen Fluss. Das Fossil tritt hier sowohl in der Verkhovka-Formation als auch in der jüngeren Erga-Formation auf. Von der Winterküste (Simni Bereg, Oblast Archangelsk) sind ebenfalls Funde bekannt.

## Beschreibung
Solza besitzt eine abgeplattete Kegelform, die zu einer Seite geneigt ist. Die Kegelbasis hat einen eiförmigen Grundriss. Die Körperdimensionen können in der Länge zwischen 7,2 und 10,5 Millimeter und in der Breite zwischen 5,3 und 8 Millimeter variieren. Die meisten Fossilien sind zwar etwas verzerrt, bewahren aber dennoch die grundlegende Eiform – was eine gewisse Rigidität des Fossils nahelegt.
Die Oberfläche des Fossils wird von einem Furchennetzwerk durchzogen, das an der Kegelspitze relativ weitmaschig angelegt ist, sich jedoch zu den Rändern hin verengt und verzweigt.
Die Furchen auf der Oberfläche werden unterschiedlich erklärt:
- Eine Interpretation sieht sie als interne Kanäle des lebenden Organismus, welche in engen Poren an die Oberfläche treten. Diese Kanäle stehen möglicherweise mit der Nahrungsaufnahme in Zusammenhang und repräsentieren vielleicht ein Filtriersystem, mit dem im Wasserstrom suspendierte Mikroorganismen zurückgehalten werden. Erst nach dem Absterben des Organismus sollen sich dann über den Kanälen die Furchen herausgebildet haben.

- Die Furchen werden aber auch als auf der Außenhaut des lebenden Organismus befindliche Texturen gedeutet, die nicht-mineralisierten, kniescheibenartigen Schalenstrukturen ähneln, wie sie auch bei Kimberella zu sehen sind. Neuere Untersuchungen folgen weitgehend dieser Sichtweise.[4]

## Lebensweise
Fossilienfunde belegen, dass es sich bei Solza um einen Benthosbewohner mit Bilateralsymmetrie handelte, der zwar dem Substrat aufsass aber dennoch frei beweglich war.